# Ilha Mainau
A ilha Mainau, também conhecida como a ilha das flores, é uma ilha alemã no lago de Constança.

## Ligações externas

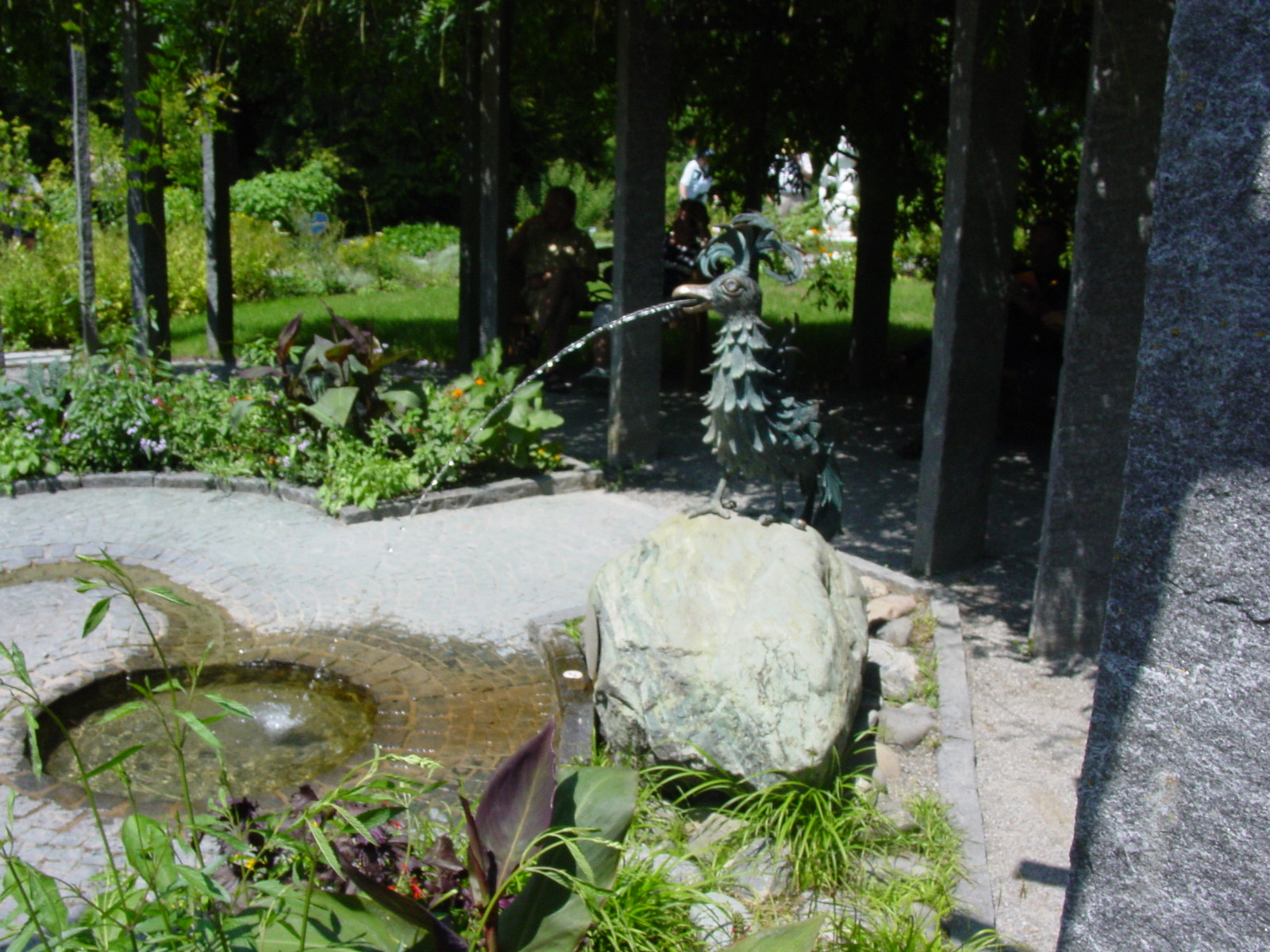
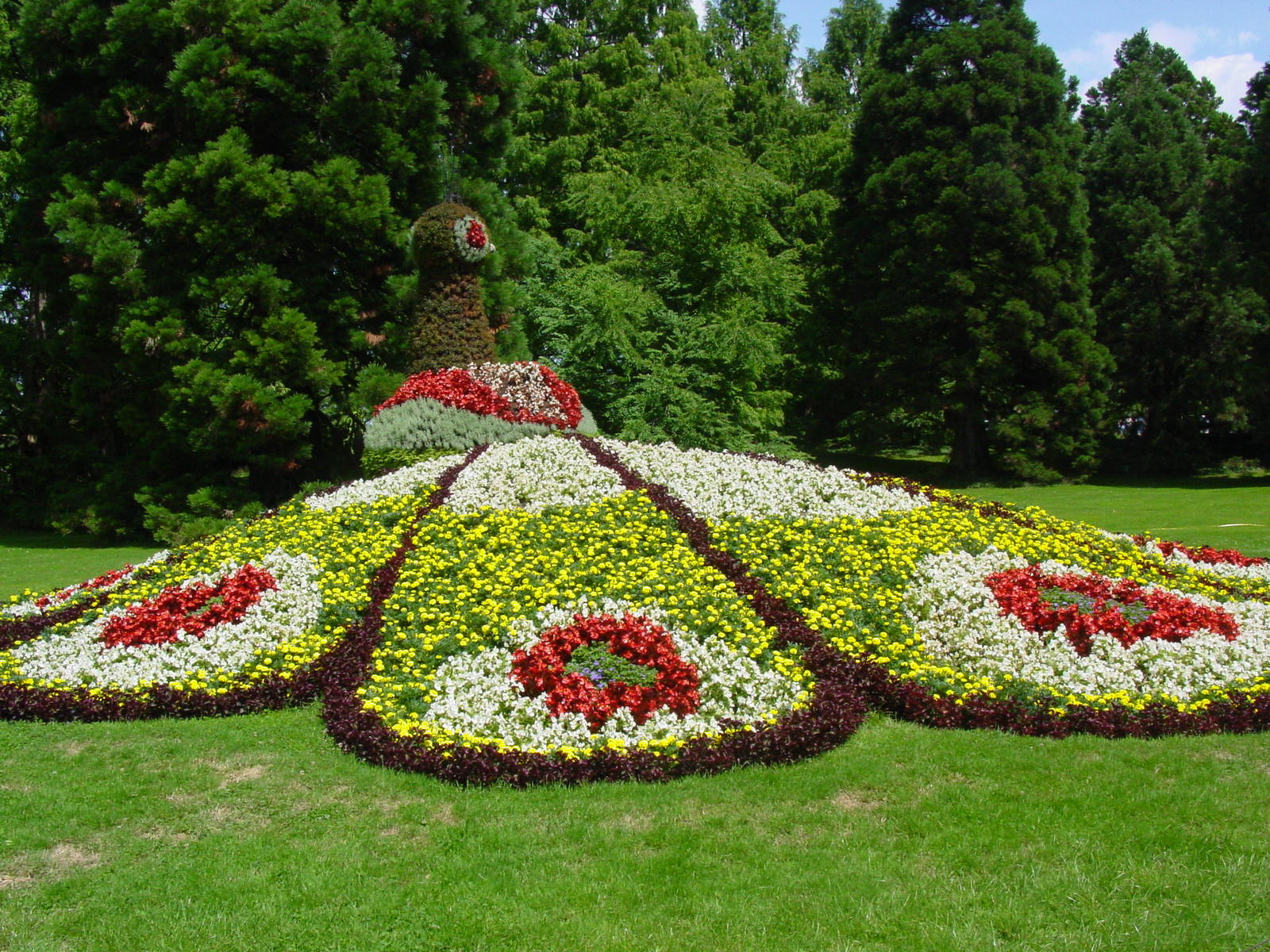
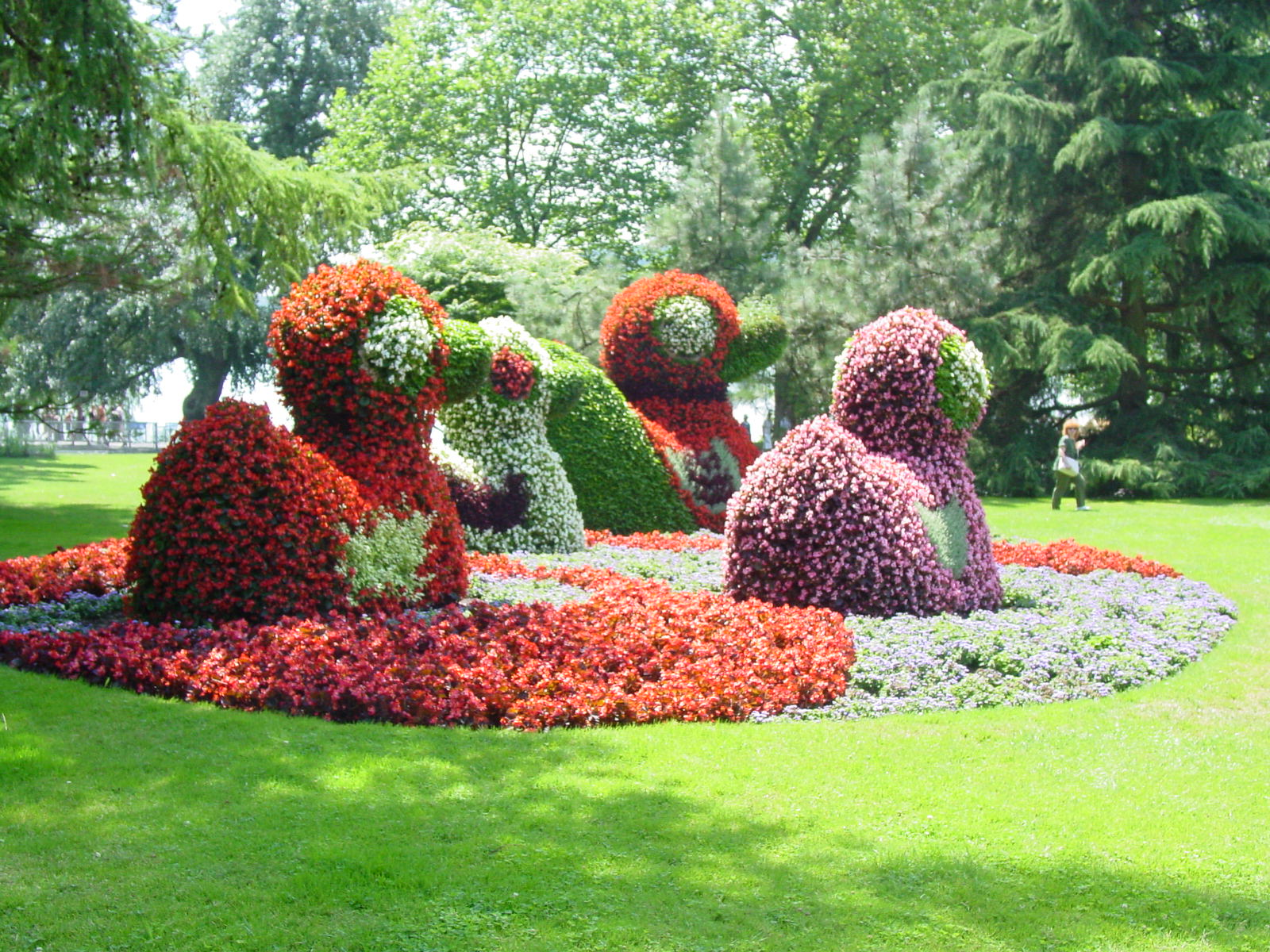
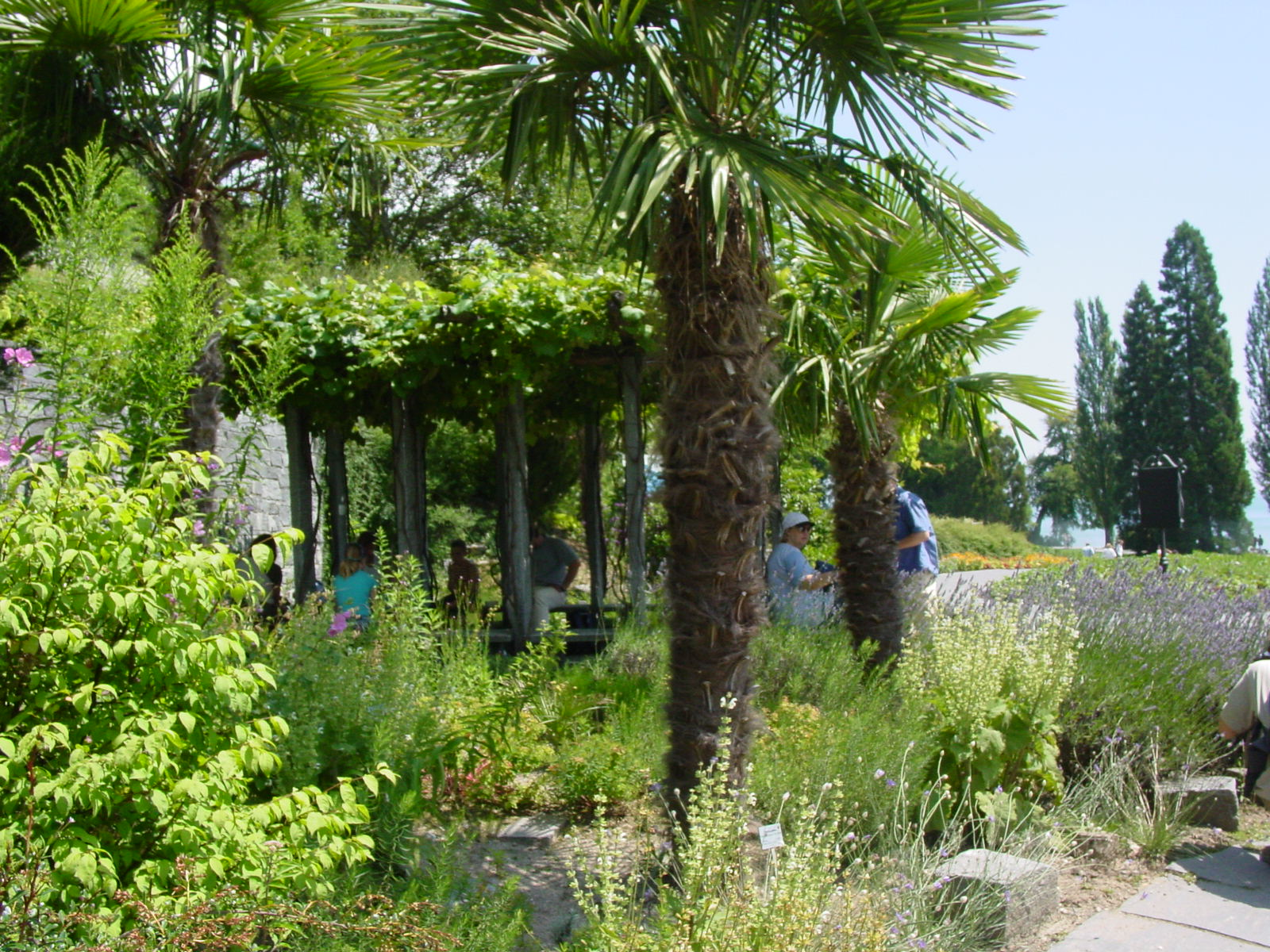
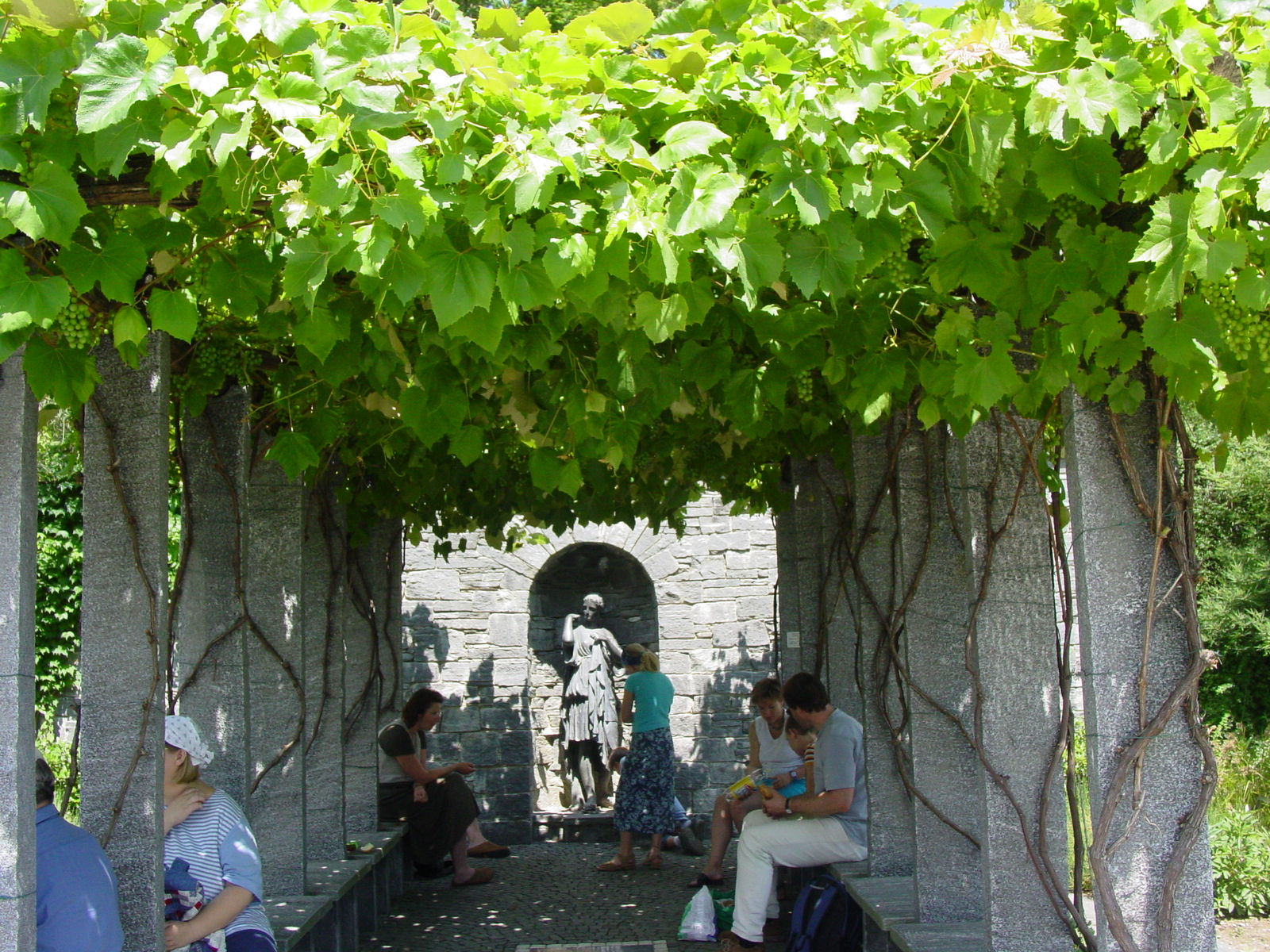
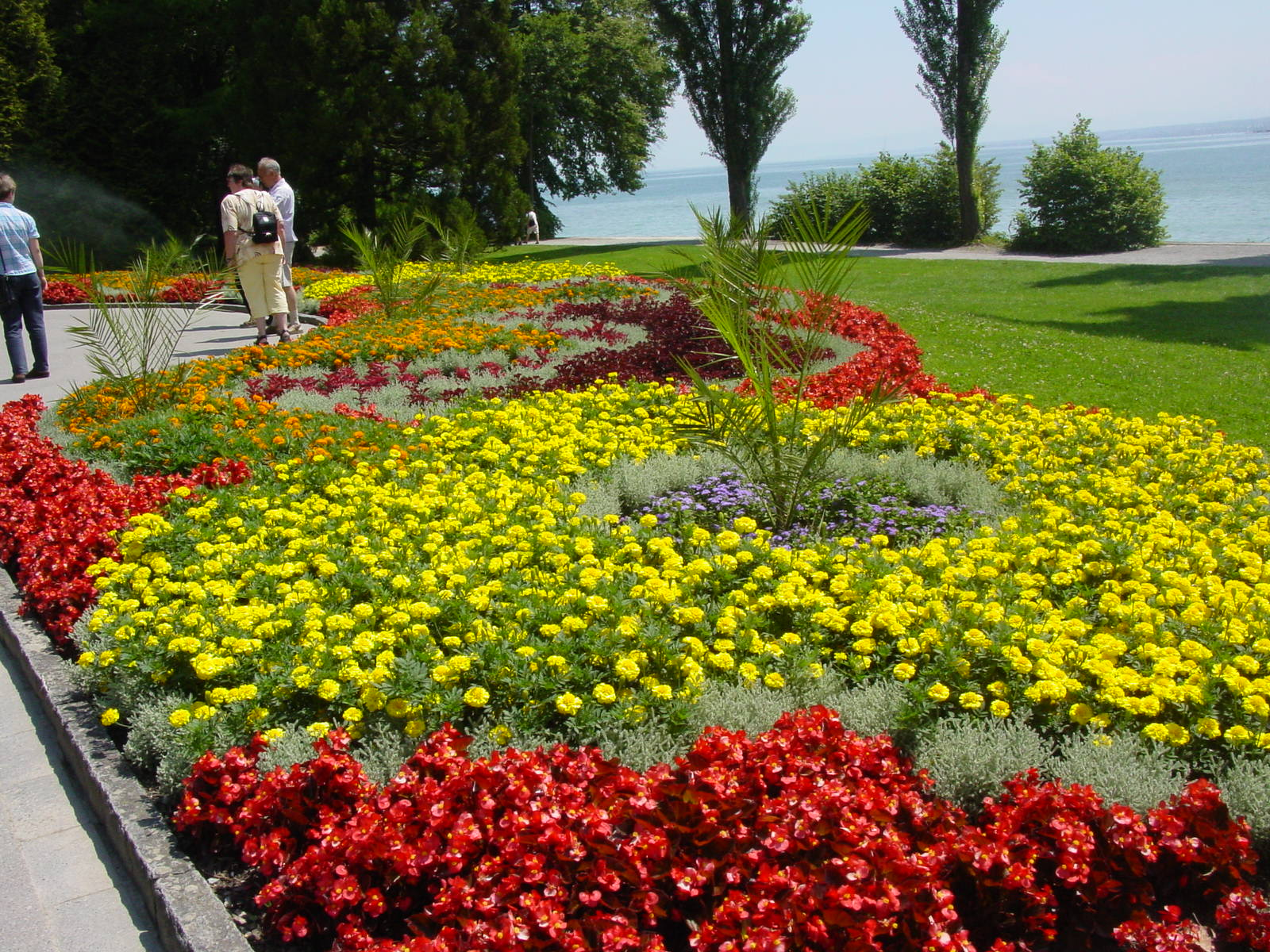
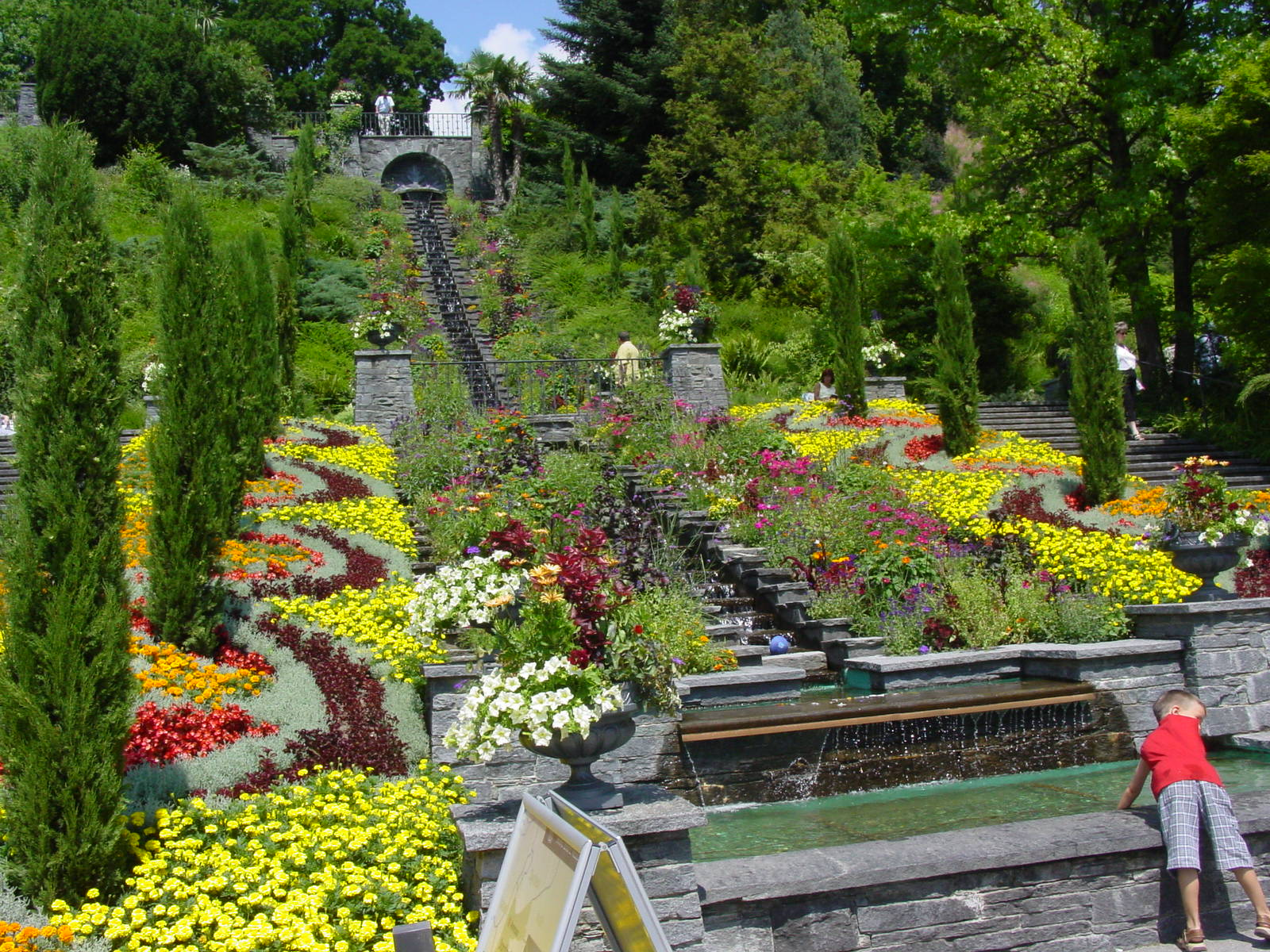
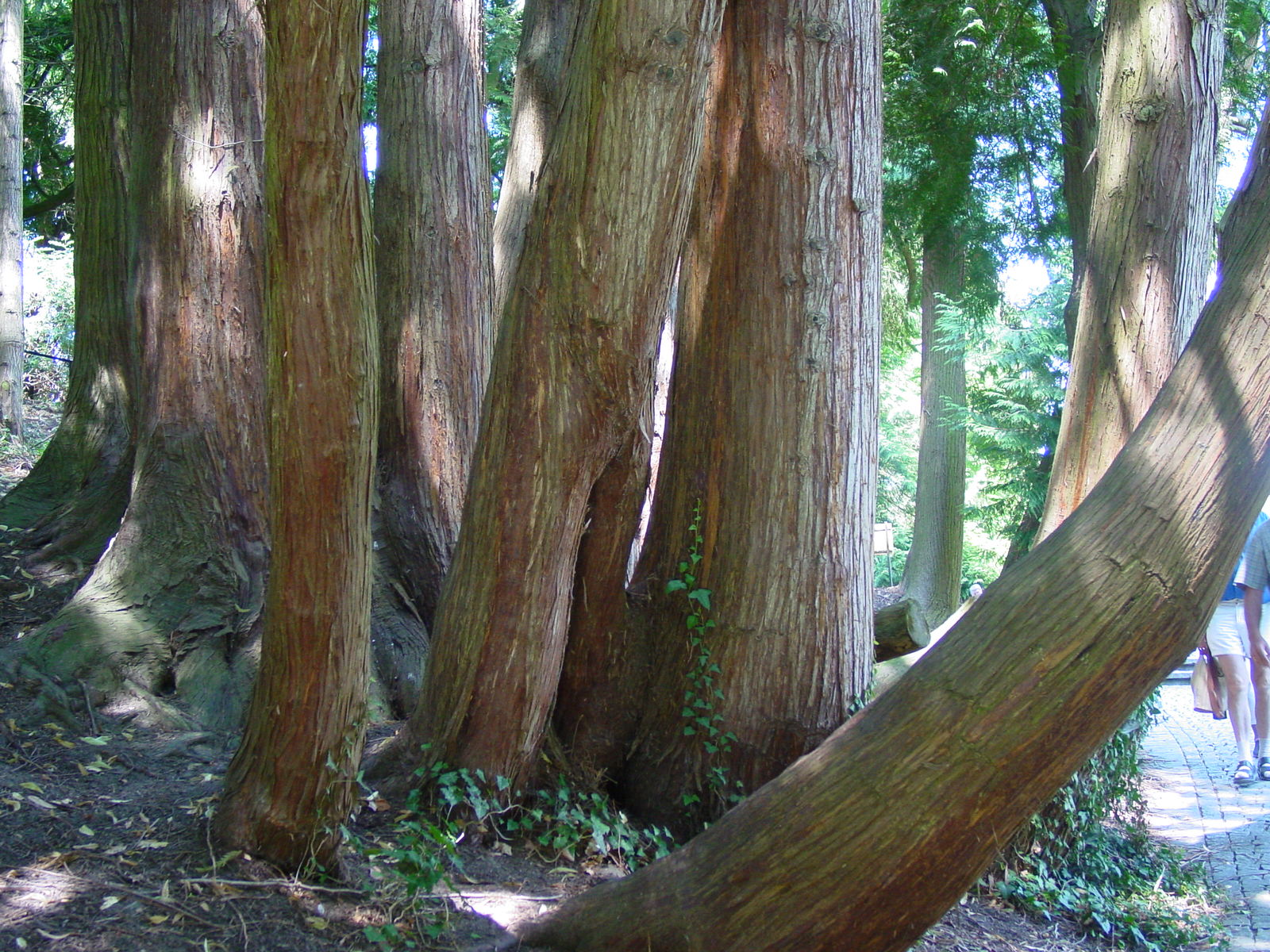
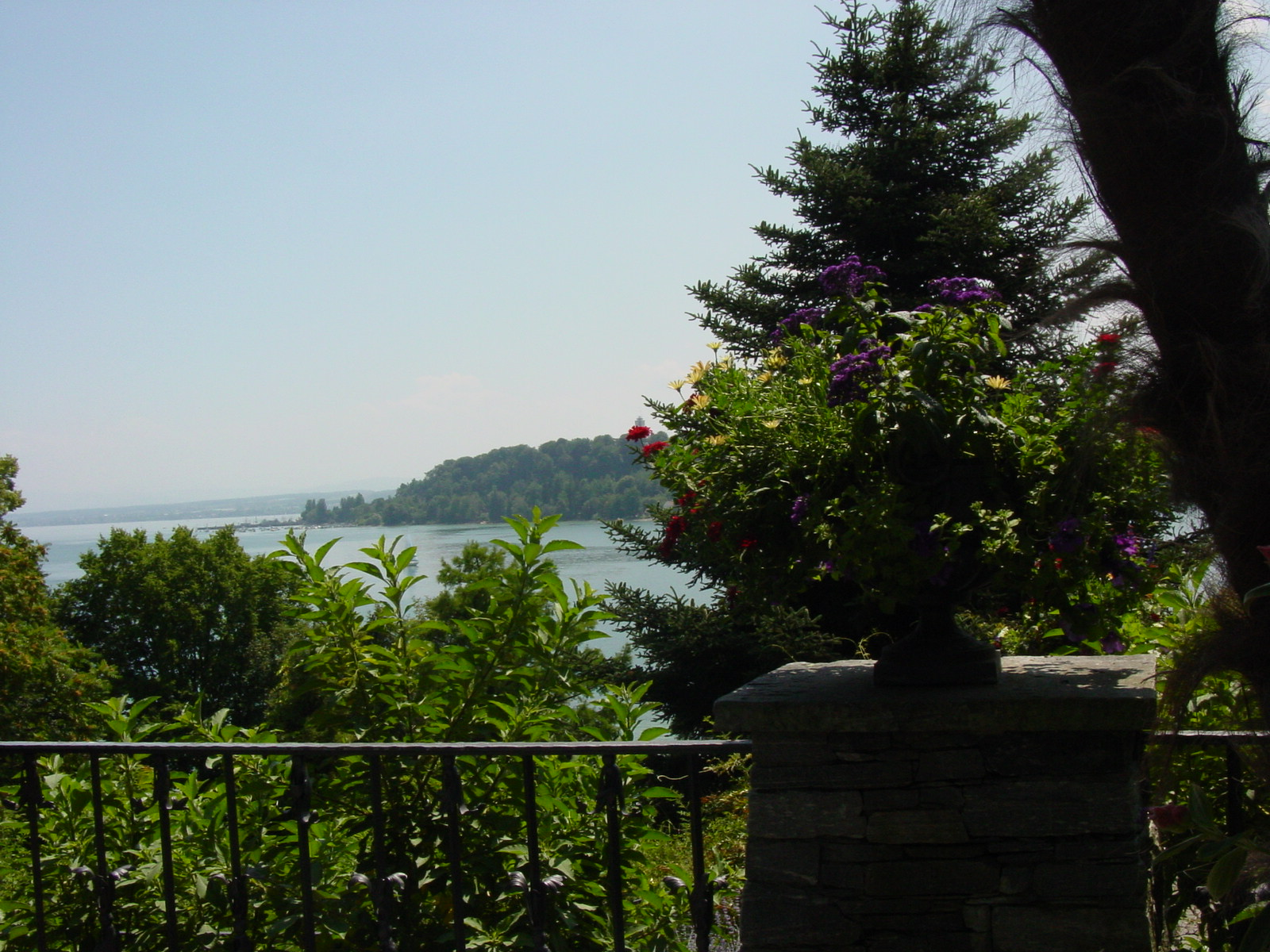
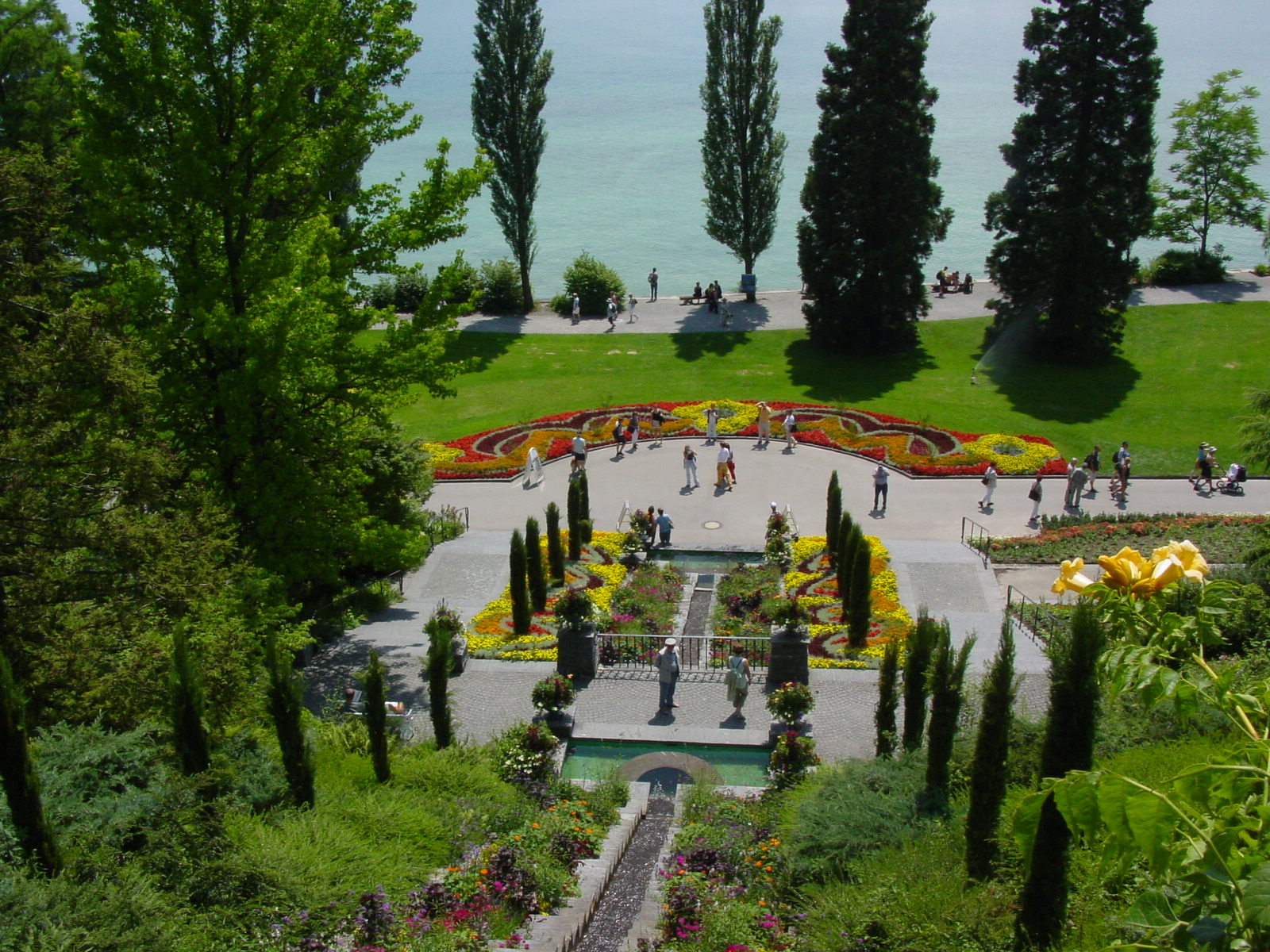
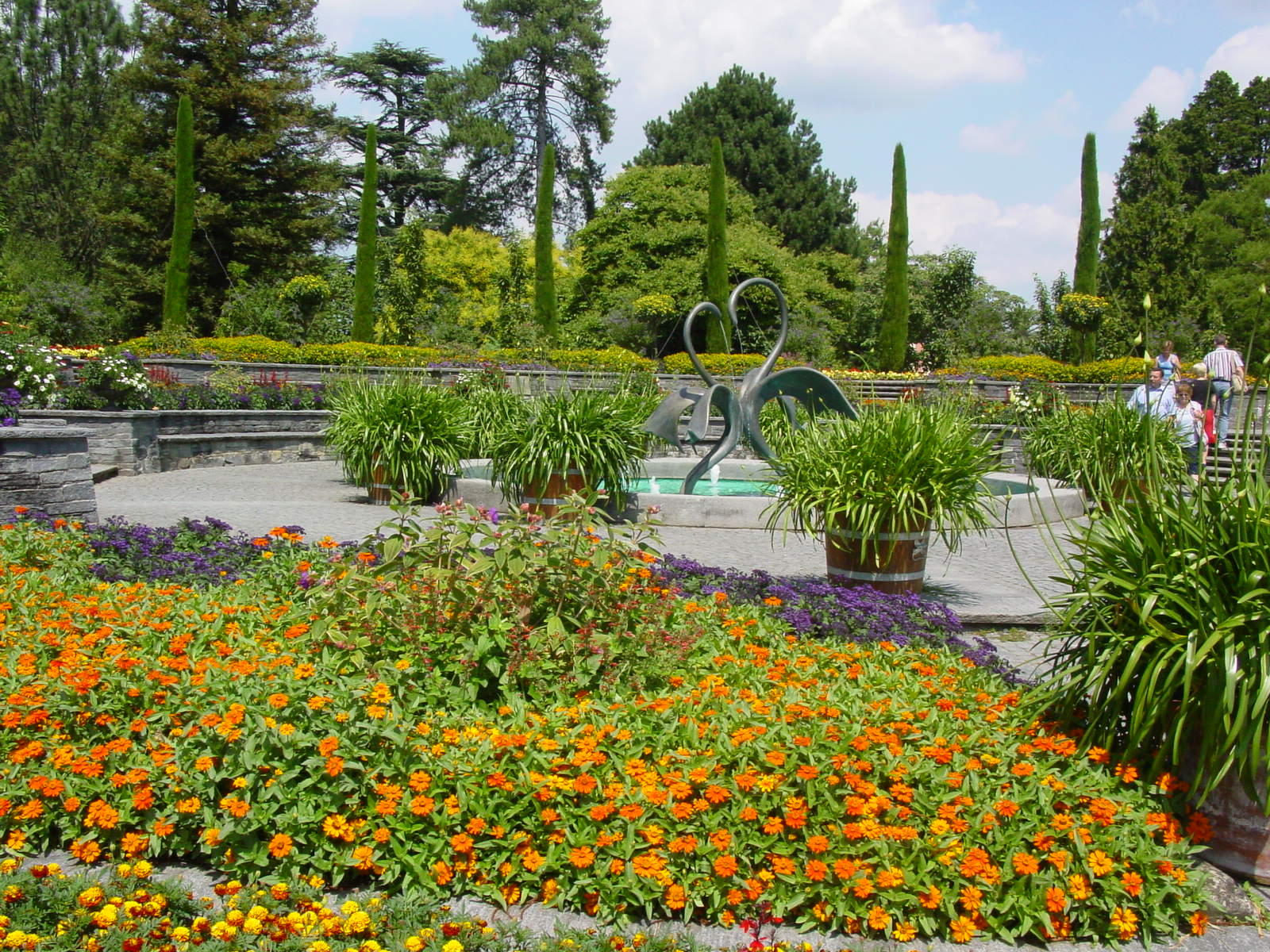
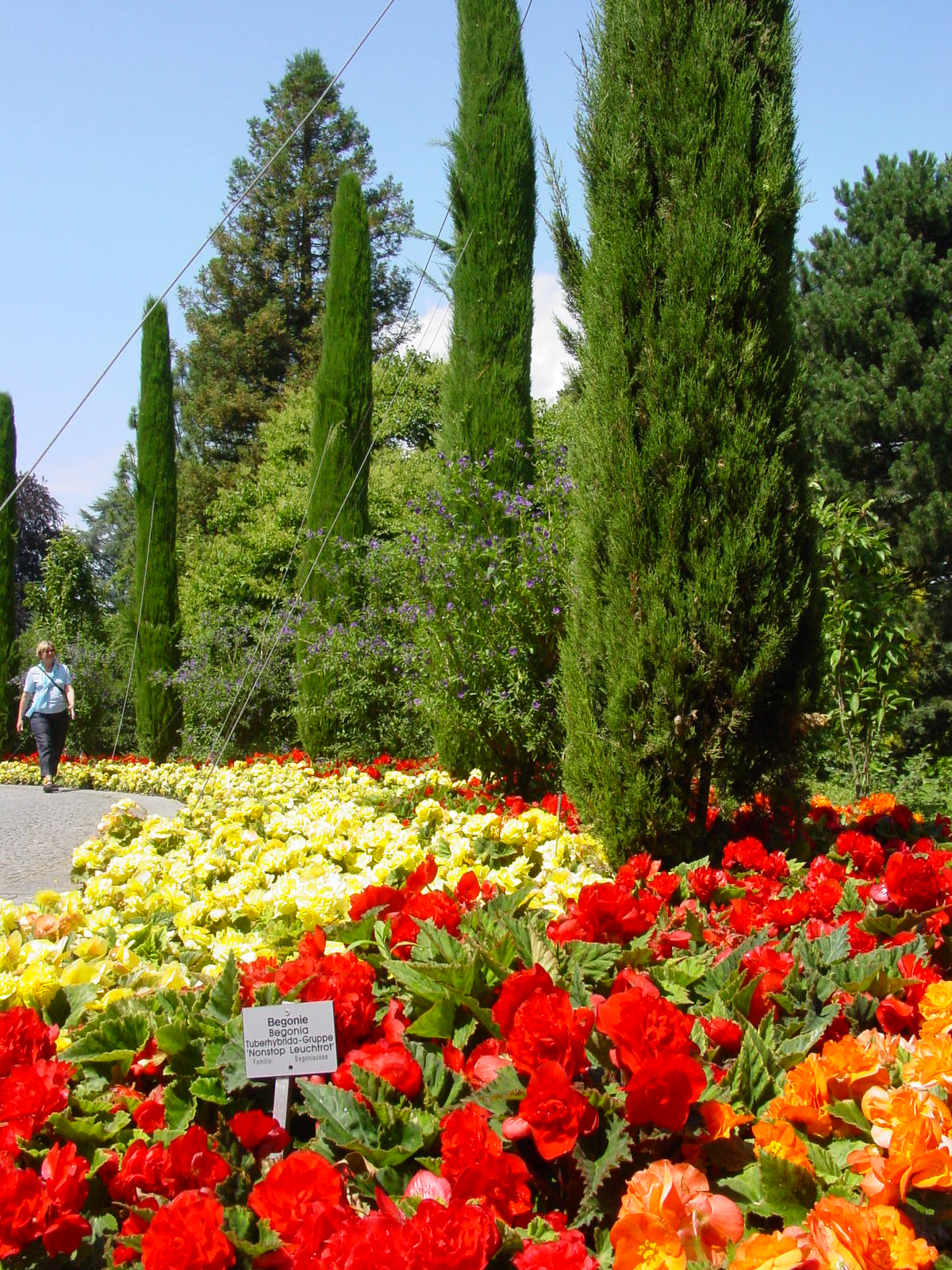
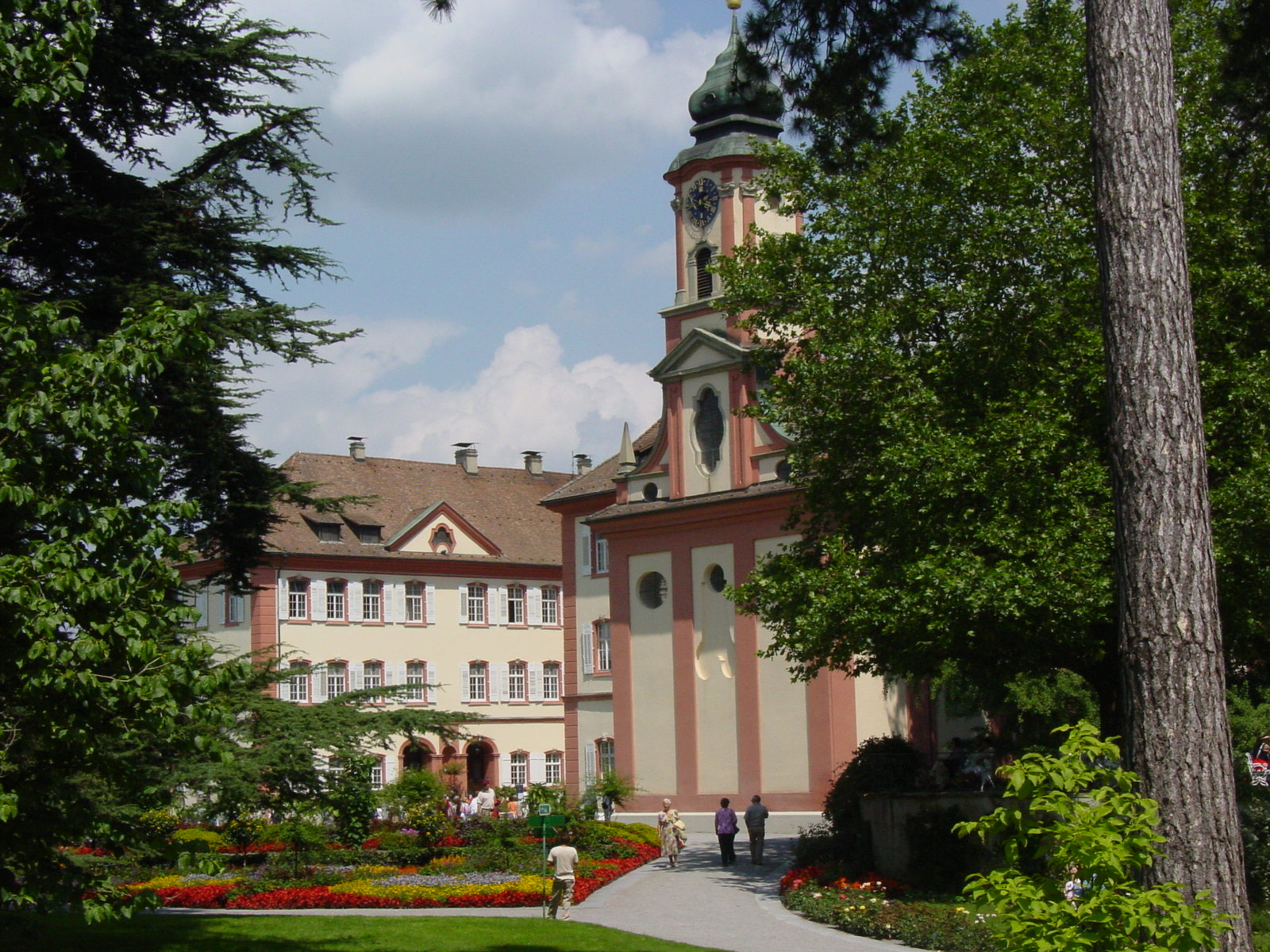
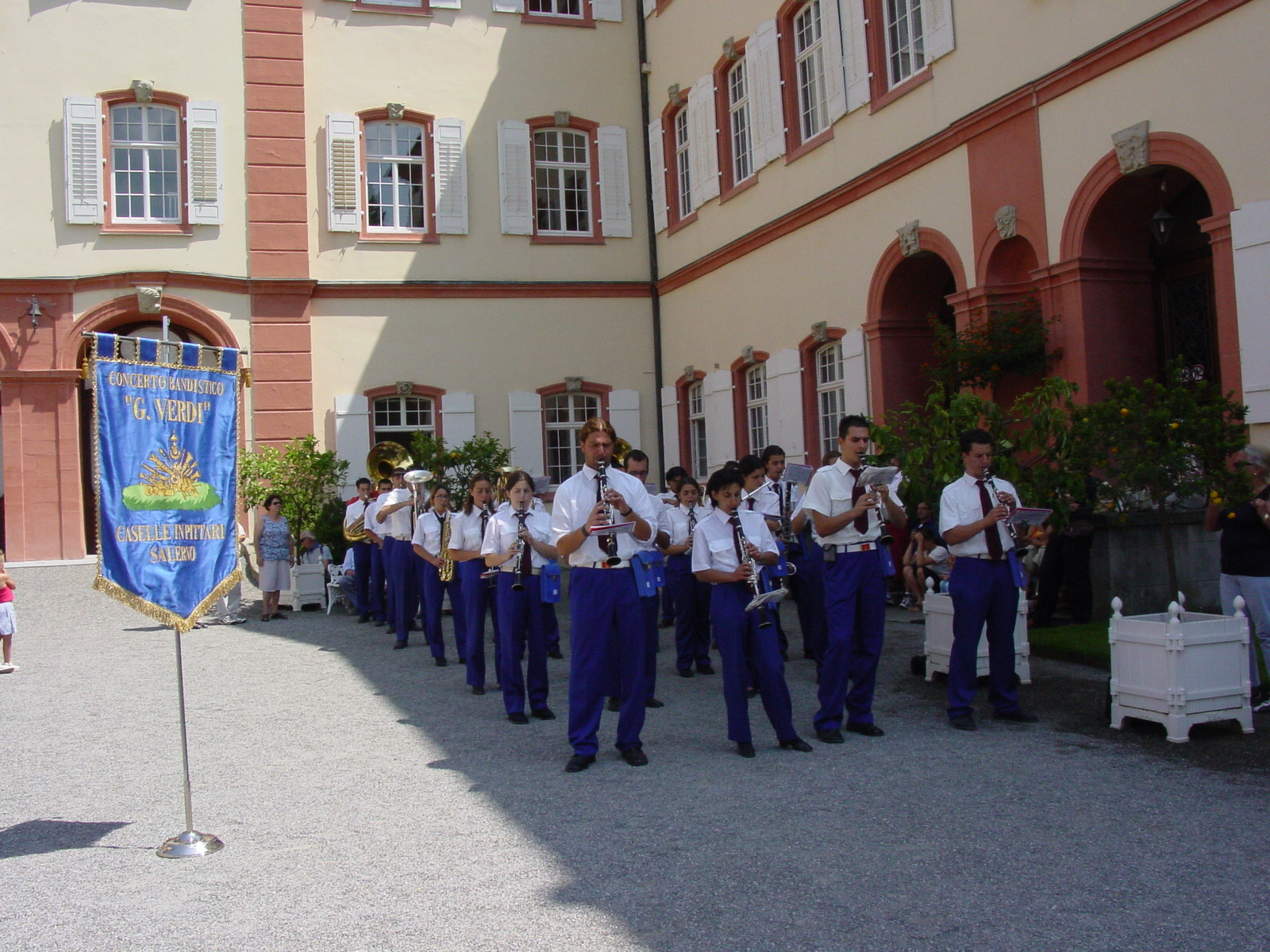
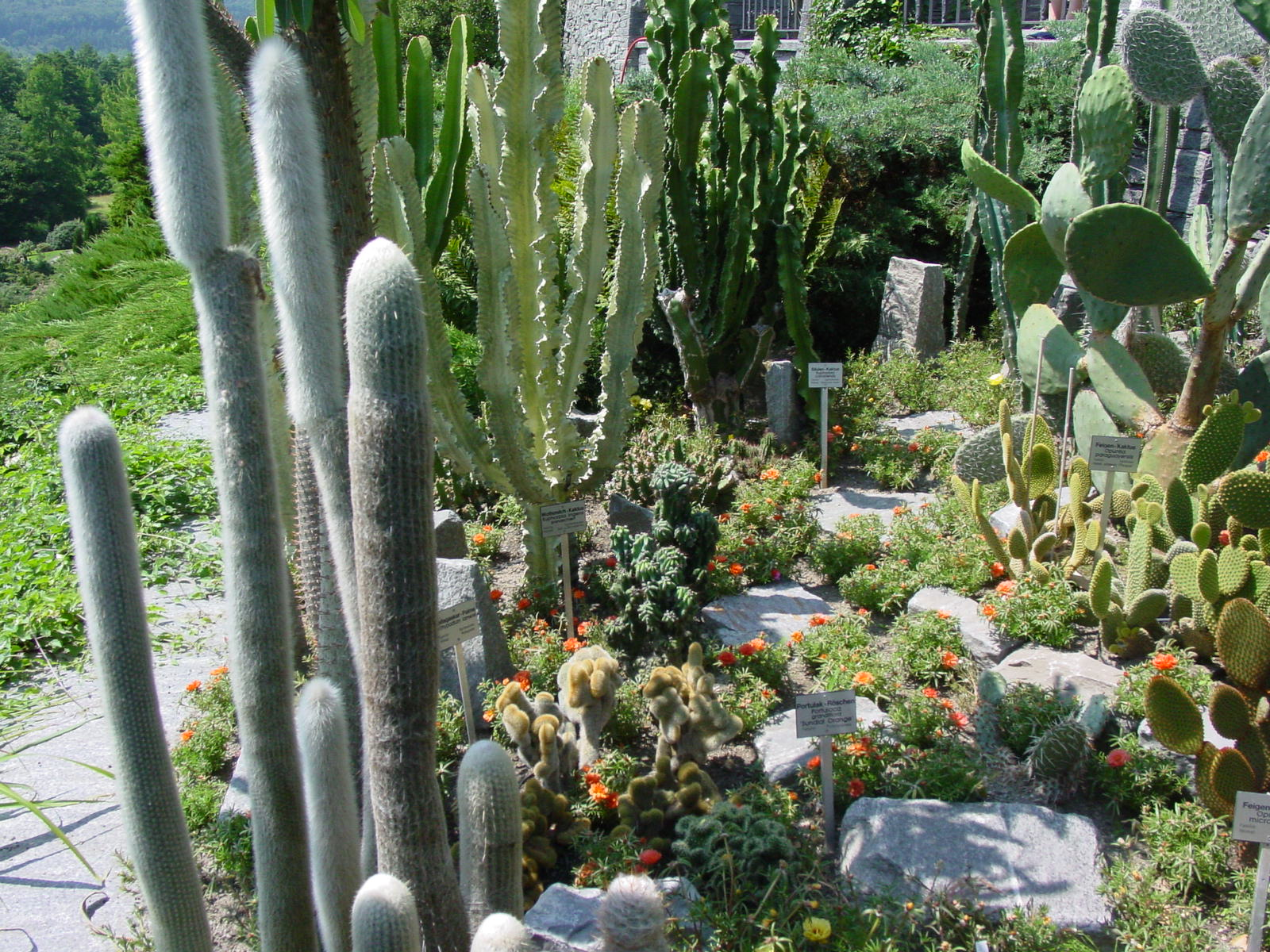
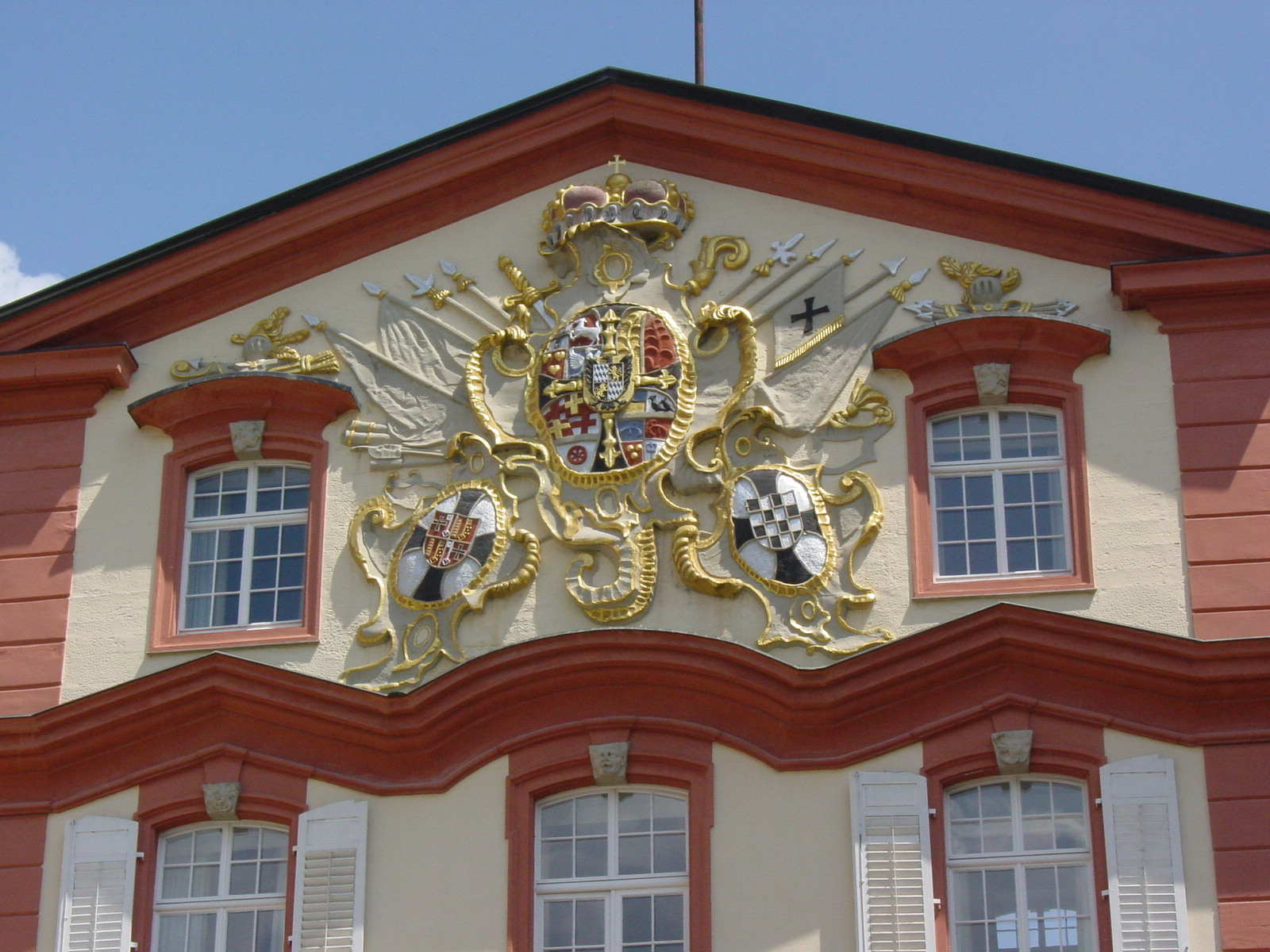